# アンドレ・ラマーリョ・シルバ
アンドレ・ラマーリョ・シルバ（André Ramalho Silva、1992年2月16日 - ）は、ブラジル・サンパウロ州イビウナ出身のプロサッカー選手。SCコリンチャンス・パウリスタ所属。ポジションはDF。

## 経歴

### クラブ
ブラジル国内のクラブをいくつか渡り歩いた後、2011年にレッドブル・ザルツブルクと契約。リザーブチームのFCリーフェリングを経て2013年7月にトップチームデビュー。
2015年7月、バイエル・レバークーゼンに移籍。
2018年1月、レッドブル・ザルツブルクに復帰し、2022年までの契約を結んだ。
2021年5月26日、PSVアイントホーフェンと3年契約を結んだことが発表された。

## タイトル
RBザルツブルク
- オーストリア・カップ : 2回 (2013-14, 2019-20)
- オーストリア・ブンデスリーガ : 5回 (2013-14, 2014-15, 2017-18, 2018-19, 2019-20)

PSV
- エールディヴィジ : 1回 (2023-24)
- KNVBカップ : 2回 (2021-22, 2022-23)
- ヨハン・クライフ・スハール : 3回 (2021, 2022, 2023)